# Fontaine Amédée-Larrieu
La fontaine Amédée-Larrieu est un monument de la ville de Bordeaux dans le département de la Gironde en France. Cette fontaine est inscrite aux monuments historiques depuis le 25 octobre 1975.
Elle se situe sur la place Amédée-Larrieu à l'intersection des rues Louis-Mie et Belfort qui lui donne ainsi la particularité d'être de forme triangulaire.
La statue ainsi que la place ont été réalisés par Raymond Barbaud et Édouard Bauhain pour l'architecture. Le travail de sculpture a, quant à lui, été confié à Raoul Verlet.

## Description
En arrière plan de cette fontaine se trouve un bâtiment de pierre et de poutrelles de fer : la salle Amédée-Larrieu avec son décor en fer forgé caractéristique de l'Art nouveau. Sur celui-ci se trouvent adossées deux fontaines. Celle de gauche représente une nymphe sur un coquillage avec un poisson. Au-dessus se trouve un cartouche : Cette fontaine a été érigée en 1901 avec les fonds légués à la ville par M. Eugène Larrieu pour cette destination, et en dessous, il est marqué à gauche : Barbaud et Bauhain archtes et à droite Raoul Verlet statuaire.
À droite, sur l'autre fontaine, se trouve un triton qui terrasse un poisson volant. Avec au-dessus un cartouche : L'inauguration de ce square a eu lieu le 15 mai 1902 Mr Louis Lande officier de la légion d'honneur étant maire de Bordeaux.
Au-dessus des deux fontaines se trouvent des mascarons. Celui de la fontaine de droite est en forme de coquille à la face humaine et celui de gauche d'un homme joufflu. Tous deux crachent de l'eau.
Au centre de la place en triangle, se trouve la fontaine du sculpteur Raoul Verlet placée dans un bassin. La sculpture se trouve sur un socle qui la rehausse. La face sud est la face principale : on retrouve en bas un dauphin ainsi que deux tritons qui portent un énorme coquillage. En haut se trouve une nymphe coiffée d'un chignon à la 1900 et vêtue d'un voile sur les épaules. Elle est entourée de deux putti qui pratiquent la vendange. On retrouve à leur côté une jarre, ainsi qu'une tortue et des pampres sur le rocher. Sur la gauche, la tête est représentée la tête d'un vieil homme, on suppose ici un triton.
La face nord représente un quai d’amarrage avec une nymphe allongée dans un bateau sur les flots. On trouve également des éléments de la vigne mais aussi nautiques avec des cordages, une ancre, voile, sacs, barriques, balances...
Cette fontaine représente donc les deux activités de la ville de Bordeaux : le domaine viticole avec la culture de la vigne et le commerce avec l'activité portuaire qui a longtemps rythmé la vie de la ville. Ces éléments sont aussi repris dans les fontaines des extrémités avec les poissons et le symbole de la vigne.
Il faut aussi noter que cette fontaine présente beaucoup de détails avec par exemple la présence de plusieurs petits éléments tels que des escargots, d'un homard, de coquillages. C'est une fontaine très minutieuse de par la myriade de détails qu'elle présente.

## Historique
Le projet de fontaine fut décidé par Eugène Larrieu, député de Gironde et préfet de Bordeaux. Il lègue un fonds de 150 000 francs à la ville de Bordeaux pour ériger une fontaine en mémoire de son père Amédée Larrieu. C'est pour cela que la place et la fontaine portent son nom. La réalisation de la fontaine fut confiée à Raoul Verlet à la suite d'un concours lancé par la ville .
| - Face nord - Face sud |

| - Face ouest - Face est |

La fontaine a été inaugurée en 1901. C'est la pièce maîtresse de la place. Grâce à cette création, Raoul Verlet a remporté le grand prix et la médaille d'honneur à l'exposition universelle de 1900.
La place a servi pendant un temps de marché mais l'activité avait déjà cessé en 1974.
La fontaine a été inscrite à l'inventaire supplémentaire dans un arrêté du 29 octobre 1975 qui qualifie le monument : La fontaine de la place Amédée Larrieu ainsi que le mur du fond du marché et deux autres fontaines qui sont adossées à ses extrémités. La fontaine est considérée sous l'appellation fontaine et ancien marché Amédée Larrieu.
Lors de la commission supérieure des Monuments historiques du 28 janvier 1975, on peut lire l'avis très favorable sur l'inscription à l'inventaire supplémentaire daté du 22 novembre 1974. On peut aussi retrouver l'avis de l'inspecteur général qui propose de classer la fontaine et la place : La fontaine de la place Amédée Larrieu est une très remarquable réalisation faite en 1901 – 1902 par les architectes Barbeaud et Bauhain et le sculpteur Raoul Verlet. Elle est très caractéristique de l’architecture et la sculpture de cette époque et devrait être protégée, il semble que le classement pourrait être envisagé. Il devrait porter sur la fontaine proprement dite et sur le mur de fond du marché et aux extrémités duquel sont adossées deux autres fontaines. Jean Sonnier. Mais ceci n'a jamais abouti.
Aujourd'hui, la fontaine est un square arboré qui sert à la détente des habitants du quartier. La municipalité a procédé ces dernières années à un réaménagement de la place en commençant par le dallage du sol pour faciliter son nettoyage.
Les riverains s'inscrivent aussi dans une volonté de dynamisation de la place avec l'association Les riverains de la rue de Pessac qui est une rue attenante à la place. Ils souhaitent réduire le stationnement autour de la place, et améliorer les activités en organisant le marché de Saint Nicolas ainsi que des lotos, fêtes ou encore repas de quartiers...
L'association a également travaillé sur un projet pour moderniser la place en la clôturant, en proposant un espace destiné aux chiens et en consacrant une partie de la place à la terrasse de la pizzeria du quartier. Mais l'inscription aux Monuments Historiques rend difficile l'aboutissement du projet qui est très coûteux.

## Galerie

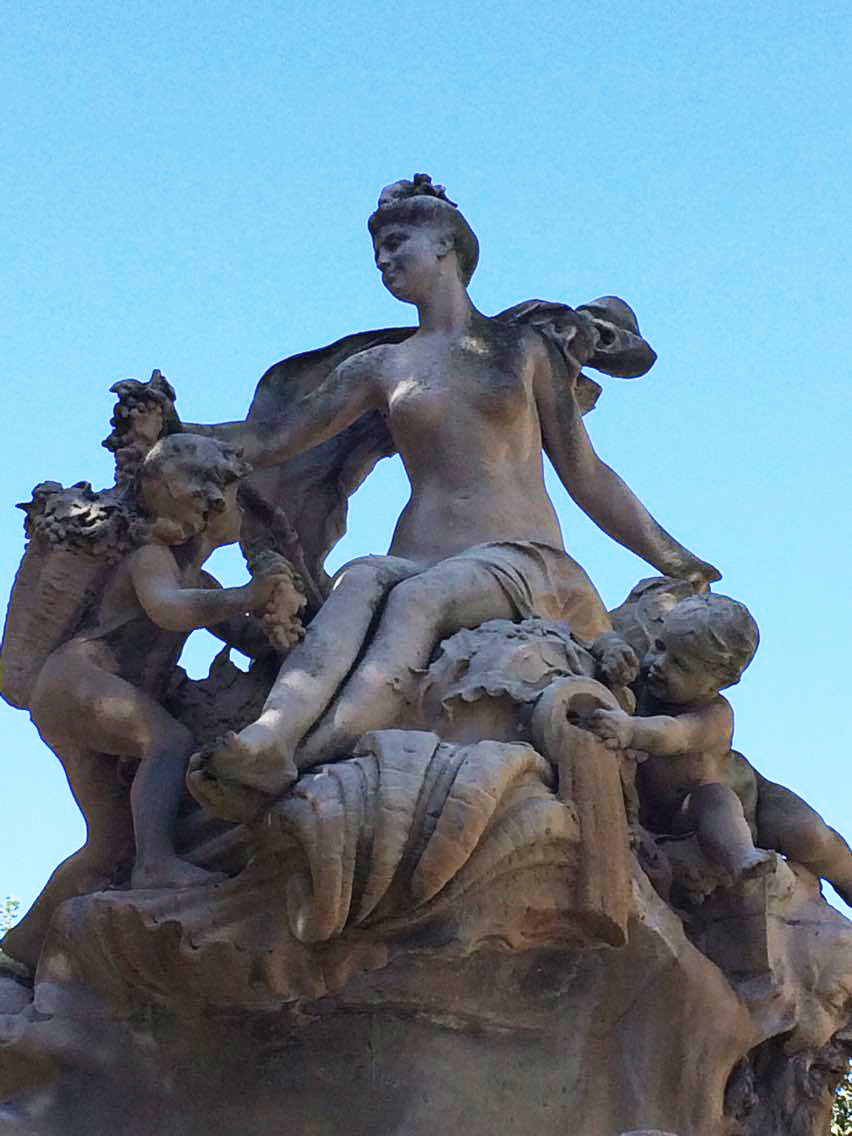
Détails face sud
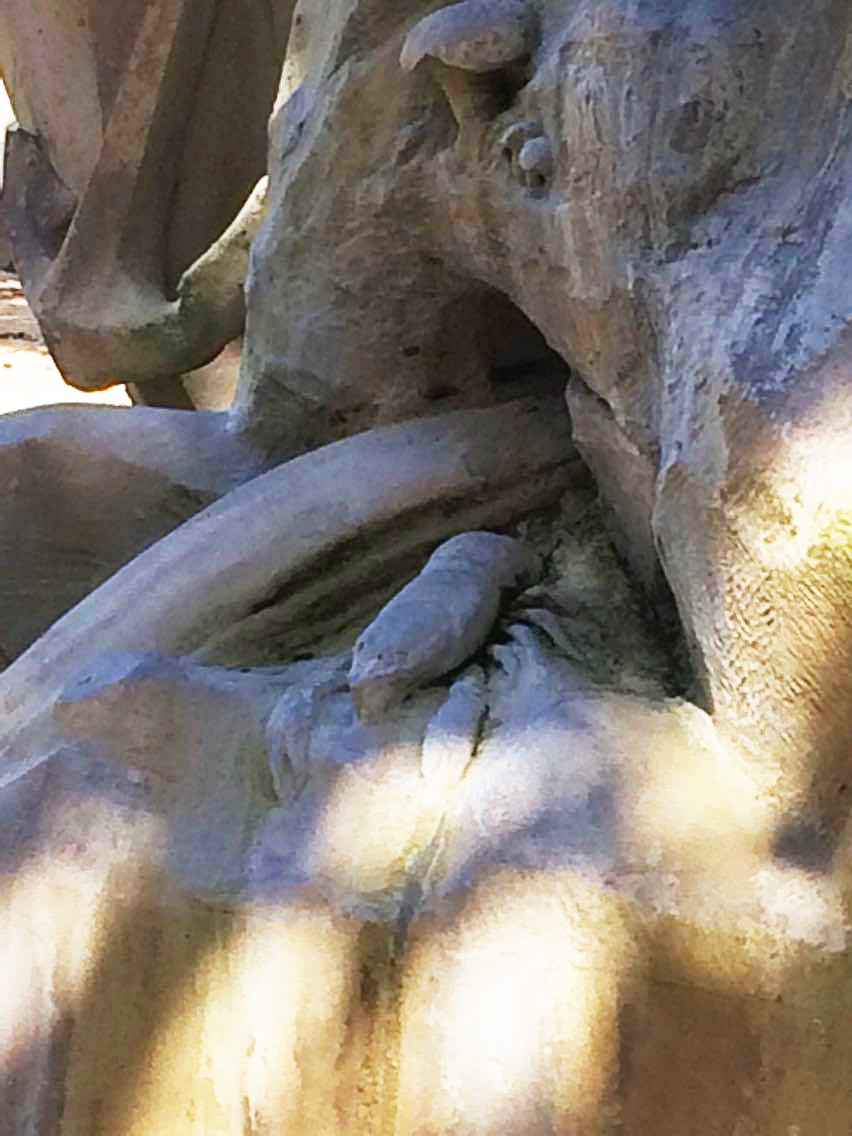
Détail face ouest d'un homard
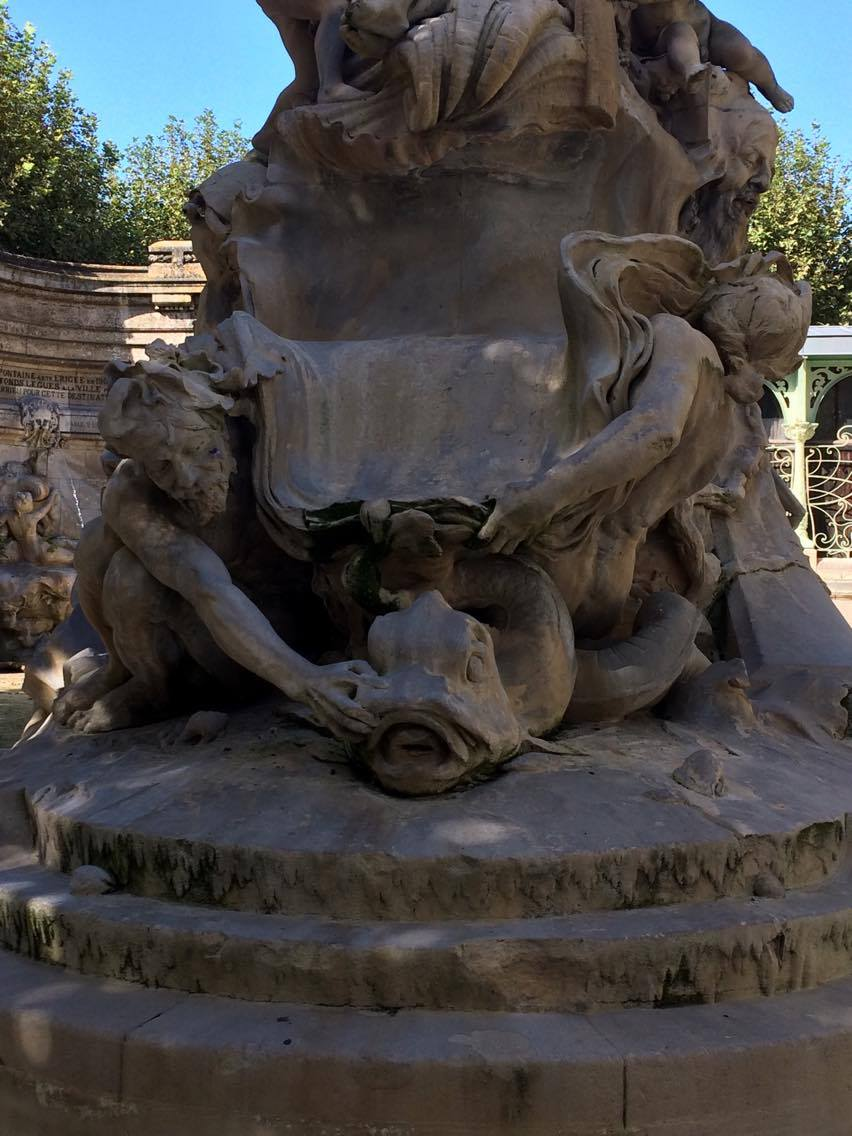
Détails face sud des tritons
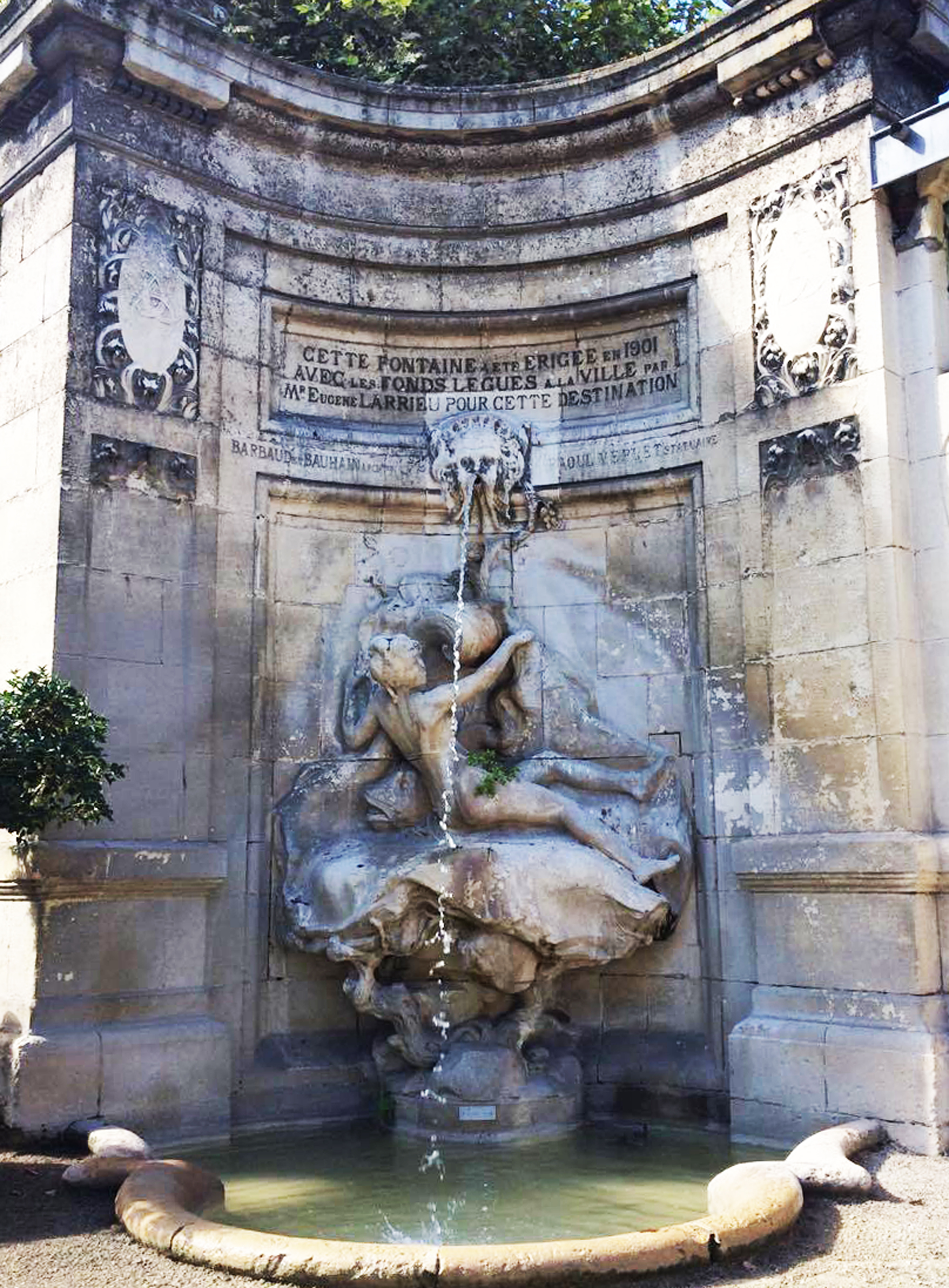
Fontaine de gauche
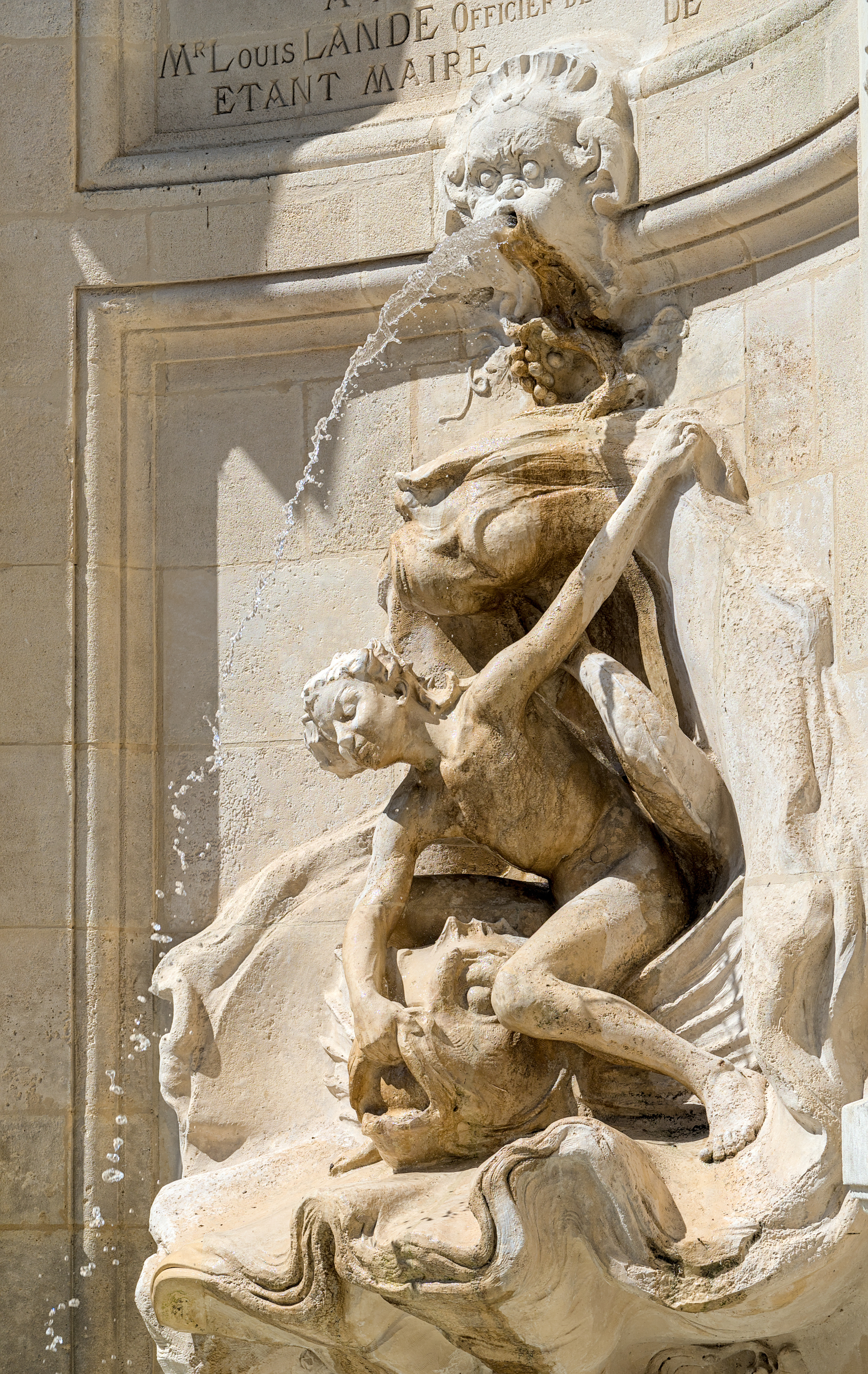
Fontaine de droite
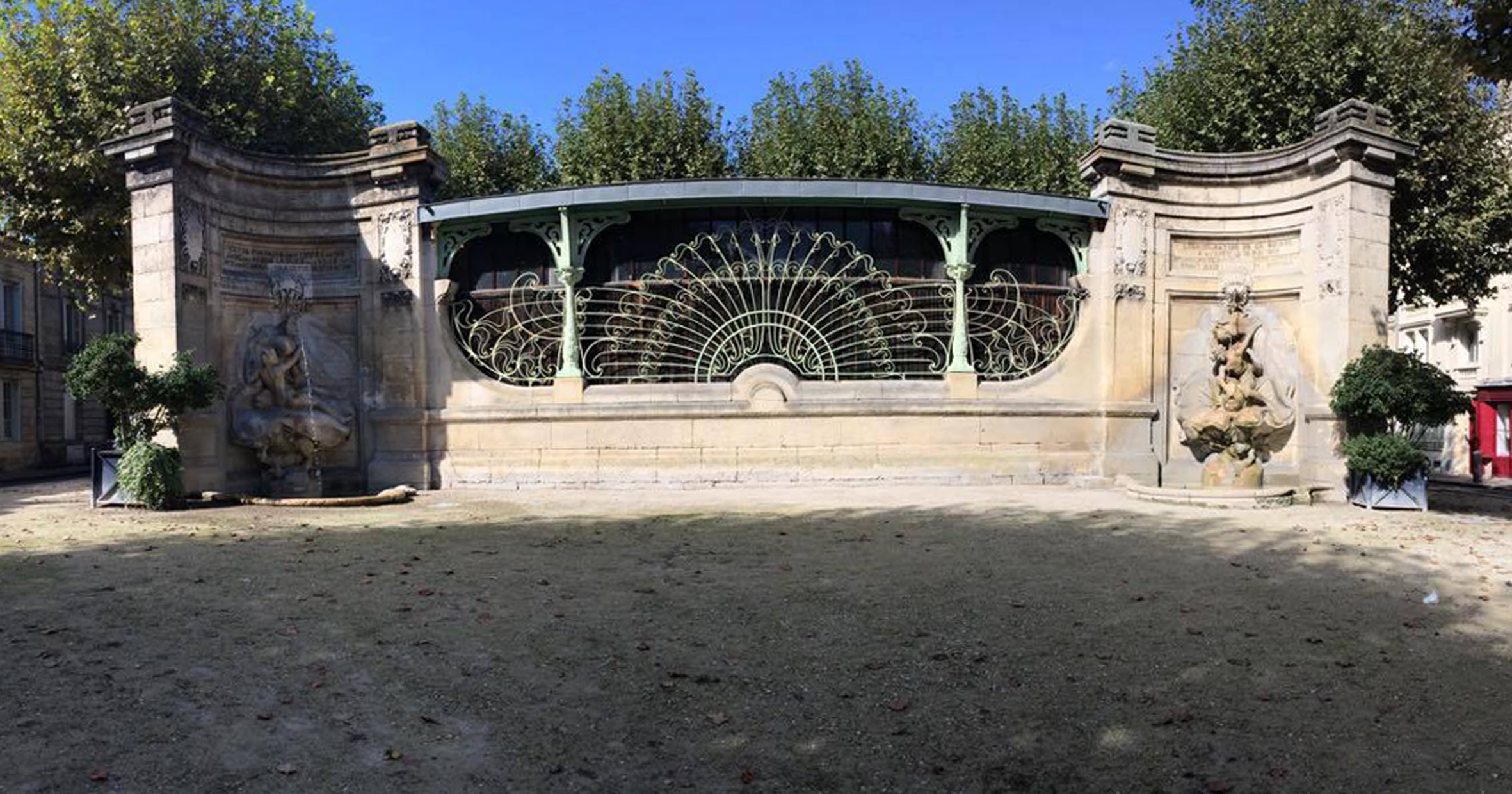
Panorama de la fontaine
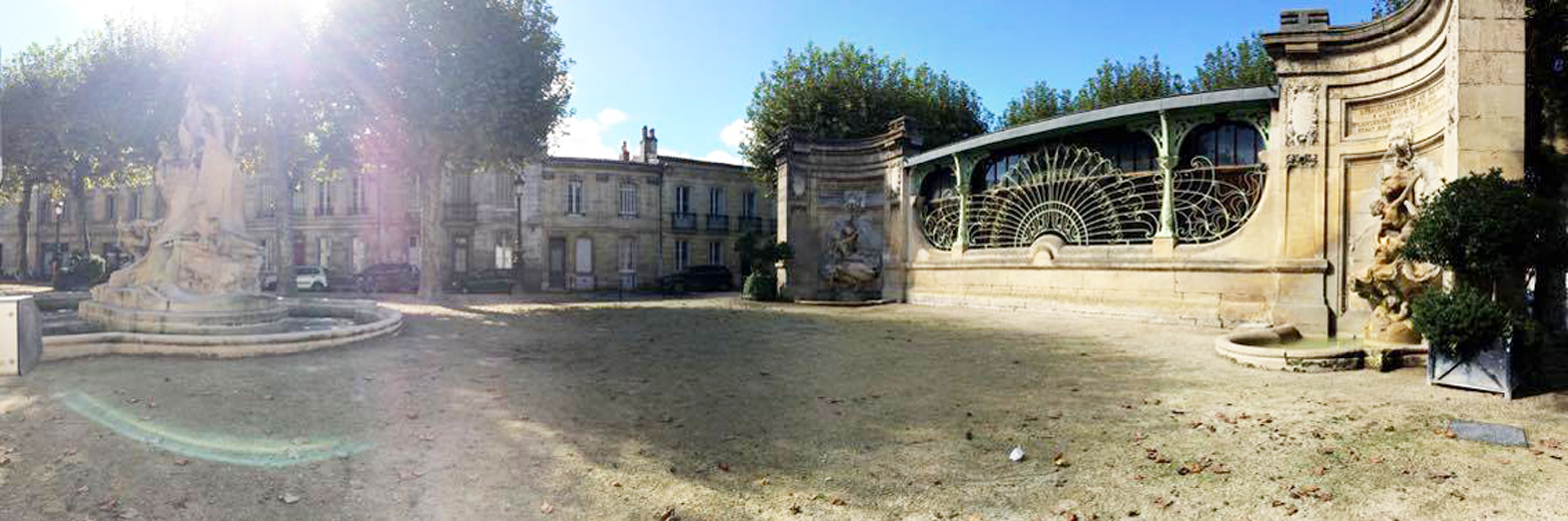
Vue d'ensemble de la place